# Интегрална једначина
У математици, интегрална једначина представља једначину у којој се непозната функција појављује под знаком интеграла.
Теорија интегралних једначина је блиска са различитим областима математике, посебно са диференцијалним једначинама и теоријом оператора.
Пуно проблема у оквиру обичних и парцијалних диференцијалних једначина се може прековати у интегралне једначине.
Скоро и да не постоји област математичке физике и примењене математике у којој интегралне једначине не играју улогу.

## Основно
Постоји више класификација интегралних једначина, од којих је најпознатија:
{\displaystyle f(x)=\int \limits _{a}^{b}K(x,y)\,\varphi (y)\,dy.}
{\displaystyle f(x)=\varphi (x)-\lambda \int \limits _{a}^{b}K(x,y)\,\varphi (y)\,dy.}
{\displaystyle f(x)=a(x)\varphi (x)-\lambda \int \limits _{a}^{b}K(x,y)\,\varphi (y)\,dy.}
Ове једначине су познате и као Фредхолмове једначине првог, другог, и трећег реда, где су f(x), a(x) i K(x,y) познате функције, φ(x) непозната функција, а λ је произвољни параметар.
Други начин класификације интегралних једначина је:
{\displaystyle f(x)=\int \limits _{a}^{x}K(x,y)\,\varphi (y)\,dy.}
{\displaystyle f(x)=\varphi (x)-\lambda \int \limits _{a}^{x}K(x,y)\,\varphi (y)\,dy.}
{\displaystyle f(x)=a(x)\varphi (x)-\lambda \int \limits _{a}^{x}K(x,y)\,\varphi (y)\,dy.}
Ово су општији случајеви интегралне једначине од Фредхолмових једначина, јер горња граница није више константа, познате као Волтерине једначине, првог, другог, и трећег реда.
За све ове једначине је заједничка особина то што су све линеарне.